# Zjednoczone Księstwa Jülich-Kleve-Berg

Herb Zjednoczonych Księstw Jülich-Kleve-Berg

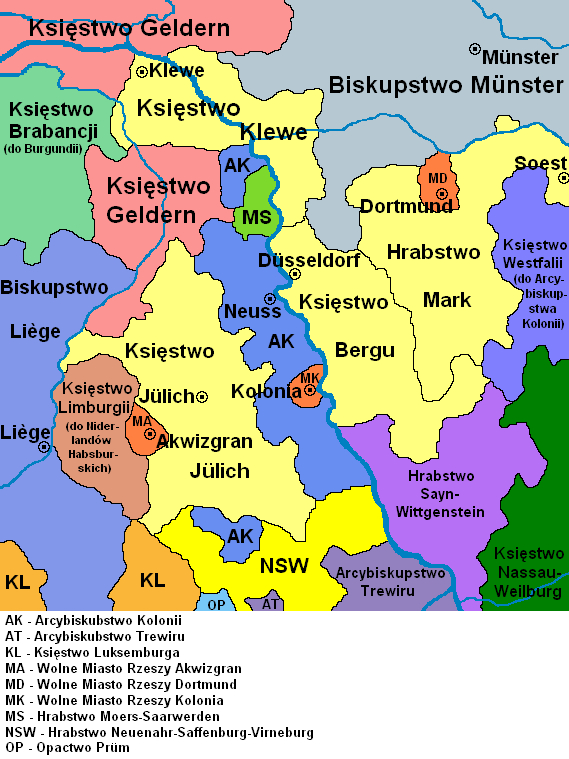
Mapa z 1477 r. z księstwami Kleve, Jülich i Bergu oraz z hrabstwem Mark

Zjednoczone Księstwa Jülich-Kleve-Berg (niem. Vereinigte Herzogtümer Jülich-Kleve-Berg) było połączeniem trzech państw Świętego Cesarstwa Rzymskiego – Jülich, Bergu i Kleve.
Najpierw w 1423 r. połączyły się ze sobą Jülich i Berg, a w 1521 r. dołączyły do nich Kleve oraz Mark tworząc razem księstwo Jülich-Kleve-Berg. Wraz z bezdzietną śmiercią ostatniego władcy tego połączonego państwa Jana Wilhelma w 1609 r. doszło do sporu o pozostawione przez niego dziedzictwo. Stronami sporu byli spadkobiercy jego dwóch najstarszych sióstr. Spadkobierczynią starszej z nich była wyznająca religię protestancką elektorówna Brandenburgii, natomiast po młodszej dziedziczył wyznawca religii katolickiej, władca Filip Ludwik Wittelsbach książę Palatynatu-Neuburg. Różnice w wierze spowodowały, że wojna o sukcesję nabrała także barwy wojny religijnej. Pięcioletnią wojnę zakończył zawarty 12 listopada 1614 pokój w Xanten, na mocy którego włości Jana Wilhelma podzielone zostały między strony sporu. Władca Palatynatu Neuburskiego Wolfgang Wilhelm Wittelsbach otrzymał Księstwo Jülich i Księstwo Bergu, natomiast władca Brandenburgii Jan Zygmunt Hohenzollern – Księstwo Kleve i Hrabstwo Mark. Obie strony wróciły do tego sporu podczas wojny trzydziestoletniej, jednak toczone walki ostatecznie niczego nie zmieniły.
Na podstawie postanowień kongresu wiedeńskiego Jülich i Berg po wcieleniu do Królestwa Prus znów połączyły się z Kleve i Mark, współtworząc pruską prowincję Jülich-Kleve-Berg (od 1822 znaną jako Nadrenia). Jedynie wchodzące dotąd w skład księstwa Jülich miasta Sittard i Tegelen wcielono do Holandii.

## Władcy Zjednoczonych Księstw Jülich-Kleve-Berg
- 1521-1539 Jan (w Kleve jako Jan III)
- 1539-1592 Wilhelm Bogaty
- 1592-1609 Jan Wilhelm